# Eriborus regulator
Eriborus regulator är en stekelart som först beskrevs av André Seyrig 1935.  Eriborus regulator ingår i släktet Eriborus och familjen brokparasitsteklar. Inga underarter finns listade i Catalogue of Life.